# Marinette County
Marinette County är ett administrativt område i delstaten Wisconsin, USA, med 41 749 invånare. Den administrativa huvudorten (county seat) är Marinette. 

## Geografi
Enligt United States Census Bureau har countyt en total area på 4 015 km². 3 631 km² av den arean är land och 384 km² är vatten. 

### Angränsande countyn
- Dickinson County, Michigan - nord
- Menominee County, Michigan - nordost
- Oconto County, Wisconsin - sydväst
- Forest County, Wisconsin - väst
- Florence County, Wisconsin - nordväst

### Orter
- Coleman
- Crivitz
- Marinette (huvudort)
- Peshtigo
- Silver Cliff
- Stephenson